# Ixala proutearia
Ixala proutearia är en fjärilsart som beskrevs av Samuel E. Cassino 1928. Ixala proutearia ingår i släktet Ixala och familjen mätare. Inga underarter finns listade i Catalogue of Life.